# کتون میشلر
کتون میشلر (به انگلیسی: Michler's ketone) با فرمول شیمیایی C۱۷H۲۰N۲O یک ترکیب شیمیایی است. که جرم مولی آن ۲۶۸٫۳۶ g/mol می‌باشد. شکل ظاهری این ترکیب، جامد بی رنگ است.